# Mount Pierrway
Mount Pierrway är ett berg i Kanada.   Det ligger i provinsen British Columbia, i den centrala delen av landet, 3 300 km väster om huvudstaden Ottawa. Toppen på Mount Pierrway är 2 788 meter över havet, eller 63 meter över den omgivande terrängen. Bredden vid basen är 0,56 km. Mount Pierrway ingår i Cariboo Mountains.
Terrängen runt Mount Pierrway är bergig åt sydost, men åt nordväst är den kuperad. Trakten runt Mount Pierrway är nära nog obefolkad, med mindre än två invånare per kvadratkilometer.. Det finns inga samhällen i närheten.
Trakten runt Mount Pierrway är permanent täckt av is och snö.